# Temporada 1971-1972 del RCD Espanyol
Dades de la Temporada 1971-1972 del RCD Espanyol.

## Fets Destacats
- 12 de setembre de 1971: Lliga: Espanyol 3 - FC Barcelona 0[5]
- 28 de novembre de 1971: Lliga: Espanyol 4 - UD Las Palmas 0[6]
- 5 de desembre de 1971: Lliga: Sporting de Gijón 4 - Espanyol 0[7]
- 27 de maig de 1972: Copa: Espanyol 5 - Burgos CF 0[8]

## Resultats i Classificació
- Lliga d'Espanya: Dotzena posició amb 32 punts (34 partits, 12 victòries, 8 empats, 14 derrotes, 43 gols a favor i 43 en contra).
- Copa d'Espanya: Eliminà el Real Oviedo a trentadosens de final, el Burgos CF a setzens de final, el Sevilla FC a vuitens de final, però fou eliminat pel Reial Madrid a quarts de final.

## Plantilla
| P   | Jugador                   | Lliga | Lliga | Copa d'Espanya | Copa d'Espanya |
| P   | Jugador                   | PJ    | G     | PJ             | G              |
| --- | ------------------------- | ----- | ----- | -------------- | -------------- |
| POR | Joan Josep Bertomeu       | 14    | -20   | -              | -              |
| POR | Juan Galán                | 13    | -15   | 2              | -              |
| POR | José Luis Borja           | 7     | -8    | 6              | -8             |
| POR | Ramon Cuello              | -     | -     | -              | -              |
| POR | Francisco Parreño         | -     | -     | -              | -              |
| DEF | Antoni Carbonell          | 28    | 2     | 8              | -              |
| DEF | José Antonio Ramos        | 25    | -     | 7              | -              |
| DEF | Rafael Granero            | 24    | -     | 3              | -              |
| DEF | Miguel Ángel Ochoa        | 13    | -     | 8              | -              |
| DEF | Manuel Fernández Osorio   | 8     | -     | -              | -              |
| DEF | Joan Martínez Vilaseca    | 7     | -     | -              | -              |
| DEF | Jaume Sabaté              | 1     | -     | -              | -              |
| MIG | Jesús Glaría              | 33    | 5     | 8              | 1              |
| MIG | Daniel Solsona            | 32    | 5     | 7              | 3              |
| MIG | Manuel Polinario Poli     | 30    | 2     | 3              | -              |
| MIG | Francisco Marfil          | 24    | -     | 8              | -              |
| MIG | Curro Gómez               | 2     | -     | -              | -              |
| MIG | Alfred Parés              | -     | -     | -              | -              |
| DAV | José María García Lavilla | 33    | 4     | 8              | 4              |
| DAV | Juan María Amiano         | 32    | 14    | 8              | 5              |
| DAV | Pepín Cabezas             | 30    | 2     | 8              | -              |
| DAV | Carmelo Amas              | 26    | 3     | 1              | -              |
| DAV | Roberto Martínez          | 18    | 4     | 6              | 5              |
| DAV | Miguel Ángel Lamata       | 11    | -     | -              | -              |
| DAV | Pedro Antonio Cabral      | -     | -     | -              | -              |
| DAV | Yanko Daucik              | -     | -     | -              | -              |
| DAV | Francisco Antonio Docal   | -     | -     | -              | -              |